# Heinrich I. (Zypern)

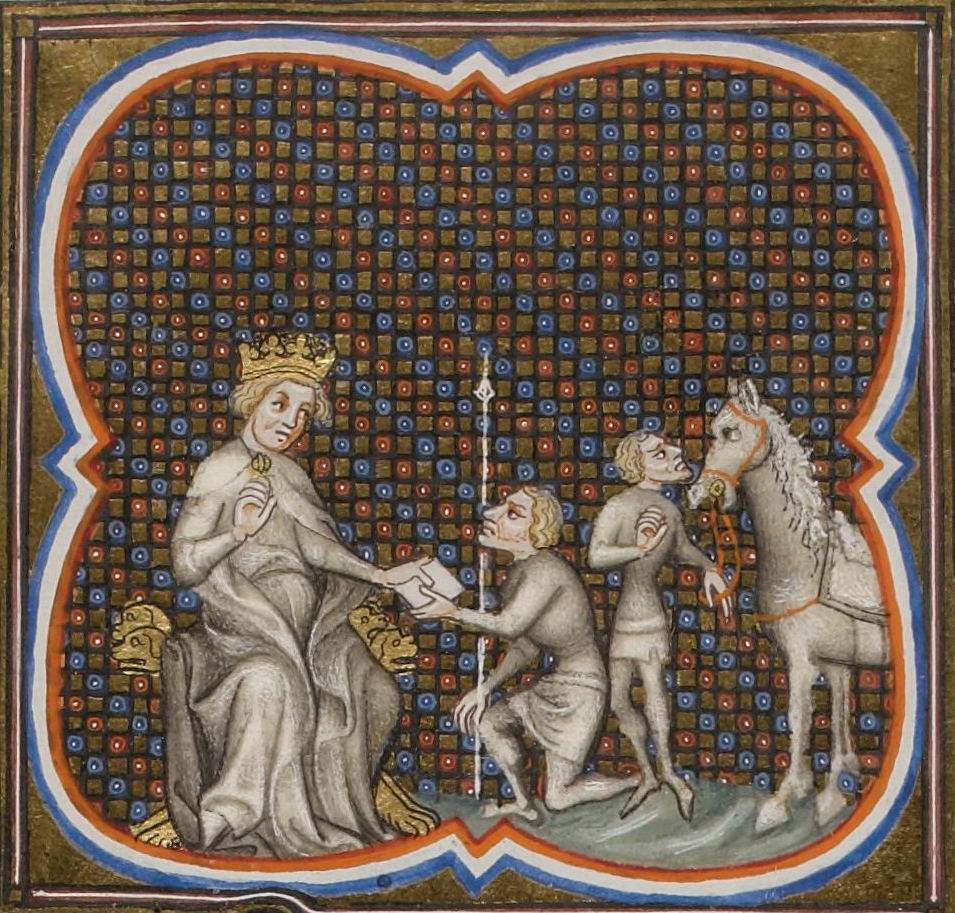
König Heinrich I. von Zypern erhält eine Botschaft. Miniatur aus den Grande chroniques de France, 14. Jahrhundert. (Paris, Bibliothèque nationale de France)

Wappen Heinrichs I

Heinrich I. (* 3. März 1217; † 18. Januar 1254) war von 1218 bis 1254 ein König von Zypern aus dem Haus Lusignan. Er war der Sohn von König Hugo I. und der Alice de Champagne. Wegen seiner Leibesfülle wurde er „der Dicke“ (le Gros) genannt.

## Leben
Beim Tod seines Vaters am 10. Januar 1218 war Heinrich erst wenige Monate alt. Die Regentschaft in Zypern übernahm für ihn zunächst seine Mutter, die aber 1223 von ihrem Bailli Philipp von Ibelin verdrängt wurde und ins freiwillige Exil nach Tripolis ging. Ibelin genoss die Unterstützung des Haute Cour und veranlasste eigenmächtig 1225 die feierliche Krönung Heinrichs. Damit bahnte sich allerdings ein Konflikt mit Kaiser Friedrich II. an, welcher der Lehnsherr Zyperns war und sich in der Regentschaftsfrage über das Land übergangen fühlte. 1227 starb Philipp von Ibelin und dessen älterer Bruder Johann von Ibelin („der alte Herr von Beirut“) folgte ihm als Regent nach, ebenfalls mit der Unterstützung des Haute Cour.
Am 21. Juli 1228 landete der gebannte Kaiser mit seinem Kreuzzugsheer im Hafen von Limassol an. Dort bestätigte er Heinrich als König Zyperns, setzte aber Ibelin zugunsten eines ihm gesinnten Regentschaftsrats angeführt von Amalrich Barlais ab. Ebenfalls musste Heinrich den Kaiser auf dessen Kreuzzug in Palästina begleiten. Bevor der Kaiser im Mai 1229 die Levante für immer verließ, sorgte er für die Verheiratung Heinrichs mit Alix von Montferrat. Unmittelbar darauf erhoben sich die Barone Zyperns unter der Führung Ibelins gegen die kaiserlichen Regenten und besiegten sie am 24. Juni 1229 bei Nikosia. Heinrich musste mitsamt seinen Schwestern im Gefolge Amalrich Barlais in der Burg Dieu d’Amour eine einjährige Belagerung miterleben, bis Barlais im Sommer 1230 kapitulierte. Heinrich war nun wieder in der Obhut Johanns von Ibelin, der wieder der anerkannte Regent Zyperns war. 
In den folgenden Jahren war Heinrich stets im Gefolge des Regenten zugegen, während dessen Kampfes im Königreich Jerusalem gegen den kaiserlichen Statthalter Richard Filangieri. Er war bei der Befreiung Beiruts im Frühjahr 1232 dabei und entkam bei der Niederlage von Casal Imbert am 2. Mai 1232 nur knapp der Gefangenschaft durch eine Flucht nach Akkon. Als Zypern angegriffen wurde, setzte Heinrich mit Ibelin wieder auf die Insel über und besiegte Filangieri am 15. Juni 1232 in der Schlacht bei Agridi. Unmittelbar darauf beendete Ibelin seine Regentschaft und übergab die Regierungsgewalt an den mündig gewordenen König Heinrich. Im April 1233 wurde schließlich mit Kyrenia die letzte von den Kaiserlichen gehaltene Burg eingenommen und damit der Einfluss Kaiser Friedrichs II. in Zypern endgültig beendet.
Nach dem Tod seiner Mutter 1246 übernahm Heinrich formell die Regentschaft im Königreich Jerusalem für den abwesenden König Konrad, allerdings beließ er dort die tatsächlichen Regierungsgeschäfte in der Hand seiner Baillis aus dem Hause Ibelin. Er belieh Philipp von Montfort mit der Herrschaft von Tyrus und entsandte acht Galeeren zur Rettung des von den Ayyubiden belagerten Askalon, die den Fall der Stadt am 15. Oktober 1247 aber nicht mehr verhindern konnten. Noch im selben Jahr hatte der Papst das Königreich Zypern aus der Vasallität zum römischen Kaiser befreit. 
Im September 1248 landete König Ludwig IX. von Frankreich mit seinem Kreuzzugsheer auf Zypern an und überwinterte bis zum Frühjahr 1249 auf der Insel. Heinrich nahm mit der zypriotischen Ritterschaft bei der Eroberung von Damiette im Juni 1249 teil, kehrte dann aber nach Zypern zurück, während seine Ritter von den Ibelin-Brüdern weitergeführt wurden.
Heinrich I. wurde nach seinem Tod in der Templerkirche von Nikosia bestattet.

## Ehen und Nachfolge

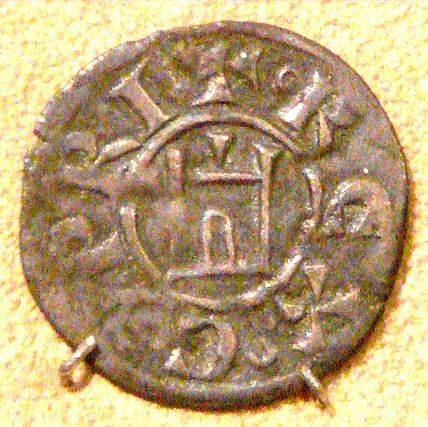
Denier Heinrichs I. von Zypern

Heinrich war dreimal verheiratet. Seine erste Ehe mit Alix von Montferrat (* 1210; † vor April 1233) wurde im Mai 1229 von Kaiser Friedrich angeordnet. Der Vater der Braut, Markgraf Wilhelm VI. von Montferrat, war einer der treusten Gefolgsmänner des Kaisers in Norditalien. Es ist unwahrscheinlich, dass Heinrich seine Frau je persönlich kennengelernt hatte, da sie erst 1231 nach Zypern kam, während er sich auf dem Festland im Kampf gegen die Kaiserlichen befand. Als er 1232 nach Zypern zurückkehrte, war Alix im Gefolge Filangieris in der Burg von Kyrenia verschanzt, wo sie starb, noch bevor die Burg im April 1233 gegenüber Heinrich kapitulieren musste. 
1237 heiratete er Stephanie von Barberon (* um 1220/25; † 1249), eine Schwester König Hethums I. von Armenien, die Ehe blieb ohne Nachkommen.
1250 heiratete er schließlich Plaisance von Antiochia (* 1235; † 1261), eine Tochter des Fürsten Bohemund V. von Antiochia. Als einziges Kind gebar sie ihm den Sohn und Nachfolger, Hugo II. (* 1252), der allerdings noch als Kindkönig 1267 starb, ohne je persönlich regiert haben zu können. Nach ihm setzte sich schließlich Heinrichs Neffe, Hugo von Antiochia, als König von Zypern gegenüber einem anderen Neffen, Hugo von Brienne, durch.